# 스티브 프레이저
스티븐 하워드 "스티브" 프레이저(영어: Steven Howard "Steve" Fraser, 1958년 3월 23일~)는 미국와 레슬링 선수, 지도자로 1984년 하계 올림픽 그레코로만형 라이트헤비급에서 금메달을 획득했다.

## 경력
미시간주 헤이즐파크에서 태어났다. 헤이즐파크 고등학교 재학 시절부터 레슬링을 했으며 미시간 대학교를 졸업했다. 1979년 미국 국가대표 선수로 발탁되었으며 1984년 로스앤젤레스에서 열린 1984년 하계 올림픽에서 그레코로만형 라이트헤비급 금메달을 획득했다. 그는 올림픽 그레코로만형 레슬링 금메달을 획득한 최초의 미국 선수이다.
현역 은퇴 후 1993년까지 미시간 대학교와 이스턴 미시간 대학교 레슬링팀 코치로 재직했으며 자신의 현역 시절 소속팀인 미시간 레슬링 클럽 감독을 10년 이상 맡았다. 1994년에는 그 동안의 레슬링인으로서의 업적을 인정받으며 미국 레슬링 명예의 전당에 헌액되었다. 1995년에 미국 레슬링 대표팀 감독이 되었으며 2000년 하계 올림픽 당시 그레코로만형 슈퍼헤비급 대표 선수인 룰런 가드너를 지도하여 알렉산드르 카렐린을 상대로 올림픽 우승으로 이끌었다.